# 모카 딕

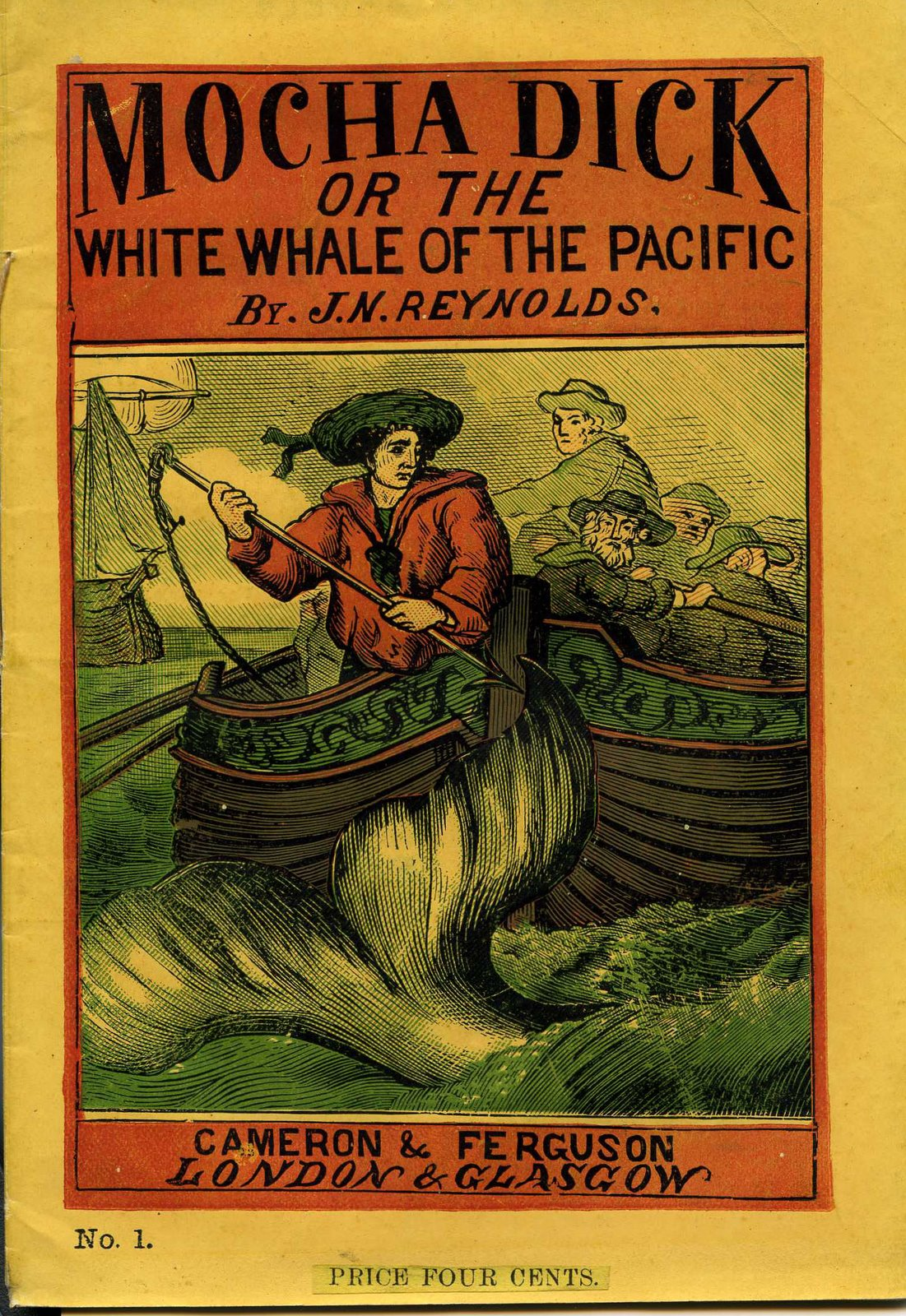

모카 딕(Mocha dick)은 19세기 태평양에 살았던 악명높은 향유고래이다. 주로 칠레 남부 모카섬 일대에서 인간과의 조우가 이루어졌다. 모카 딕은 알비노였으며, 허먼 멜빌의 소설 《모비딕》의 소재가 된 것으로 알려져 있다.
모카 딕은 수없이 벌어진 고래잡이들과의 싸움에서 승리했다(어떤 기록에서는 최소 100회의 사냥 시도가 있었다 한다). 모카 딕은 거대하고 강력했으며 작은 보트 정도는 꼬리치기로 박살낼 수 있었다. 탐험가 예레미야 N. 레이놀즈(Jeremiah N. Reynolds)가 모카 딕에 관한 1차 목격담들을 수집해서 1839년 《니커보커》에 〈모카 딕: 태평양의 흰 고래〉를 출판했다. 여기서 설명되는 바 모카 딕은 “늙은 수고래로, 엄청난 크기와 힘을 지녔고 … 양털처럼 하얗다”.:379 레이놀즈에 따르면 고래의 머리는 따개비로 뒤덮여 있어서 마치 바위처럼 보인다고 했다. 또 모카 딕은 숨뿜이도 다른 고래와 달리 특이했다.
| “ | 모카 딕은 다른 항유고래들이 으레 그렇듯이 비스듬히 앞쪽으로 짧고 발작적인 숨을 내뿜으며 킁킁 소리를 내지 않았다. 대신 놈은 더욱 많은 부피의 물줄기를 수직으로 쏘아올렸으며 그 높이도 우뚝 솟았다. 물을 뿜는 간격도 일정하고 길었다. 놈의 물뿜이는 연속적인 노성을 만들어냈다. 마치 강력한 증기기관의 안전밸브를 뚫고 나오려는 수증기 같은 소리였다.:379 | ” |

포경선이 처음 모카 딕과 조우하여 사냥을 시도한 것은 1810년 이전의 모카섬에서 일이었다.:377 모카 딕은 살아남았고, 그 특이한 외모는 빠르게 낸터킷 고래잡이들 사이에 유명해졌다. 많은 선장들이 혼곶을 돌아 태평양까지 가서 놈을 잡으려고 시도했다. 모카 딕은 다소 온순했으며 때로는 배 옆을 함께 헤엄치기도 하였지만, 공격을 받으면 표독하고 교활한 방법으로 복수하여 작살꾼들의 공포의 대상이 되었다. 흥분한 모카 딕이 울음소리를 내며 고래뛰기를 하면 그 거대한 몸 전체가 수면 밖으로 다 나올 때도 있었다.:66
레이놀즈의 기록에 따르면 모카 딕은 1838년에 포경선의 공격을 받아 죽기 직전인 고래 모자를 도와주다가 죽었다. 모카 딕의 몸길이는 70 피트(21.3 미터)였으며 그 몸에선 고래기름 100 배럴과 같은 무게의 금보다 가치있는 용연향을 받아냈다. 몸에는 작살 열아홉 개가 박혀 있었다고 한다.
그러나 10년 뒤 《니커보커》는 모카 딕이 대서양에서 다시 발견되었다는 목격담을 보고하며 “모카 딕 만세!(Vive ‘Mocha Dick’!)”라는 말로 기사를 끝맺었다.:267–8
모카 딕이 세상에 유일한 흰색 고래가 아니었음은 자명하다. 1859년 스웨덴인 고래잡이가 브라질 해안에서 매우 늙은 흰색 고래를 보았다고 주장했다.:72 1902,에는 토머스 맥켄지 선장의 바크급 포경선 플라티나 호가 대서양의 아조레스 근교에서 폭발형 작살을 이용해 알비노 향유고래를 한 마리 잡았다. 당시 작살을 잡았던 아모스 스몰리(Amos Smalley)라는 이가 자신의 경험을 《리더스 다이제스트》에 투고했다. 그의 기억에 따르면 맥켄지 선장이 고래의 이빨을 세어 보고 적어도 백 살, 어쩌면 이백 살은 먹었을 것이라 했다고 한다. 스몰리는 1956년 존 허스튼판 모비딕의 시사회에 초청되어 “모비 딕을 죽인 사나이”로 소개받았다.